# Cymbopogon cambogiensis
Cymbopogon cambogiensis là một loài thực vật có hoa trong họ Hòa thảo. Loài này được (Balansa) E.G.Camus & A.Camus mô tả khoa học đầu tiên năm 1922.